# (523762) 2014 WX509
(523762) 2014 WX509 est un objet transneptunien faisant partie des cubewanos. It poutrait etre une résonance 3:5 avec Neptune

## Caractéristiques
(523762) 2014 WX509 mesure environ 278 km de diamètre.